# Kerk van de Heilige Drievuldigheid (Helsinki)
De Kerk van de Heilige Drievuldigheid (Fins: Pyhän Kolminaisuuden kirkko) is een bij de domkerk van Helsinki gelegen kerkgebouw in het district Kruununhaka. Het gebouw is de oudste orthodoxe kerk van de Finse hoofdstad.

## Geschiedenis

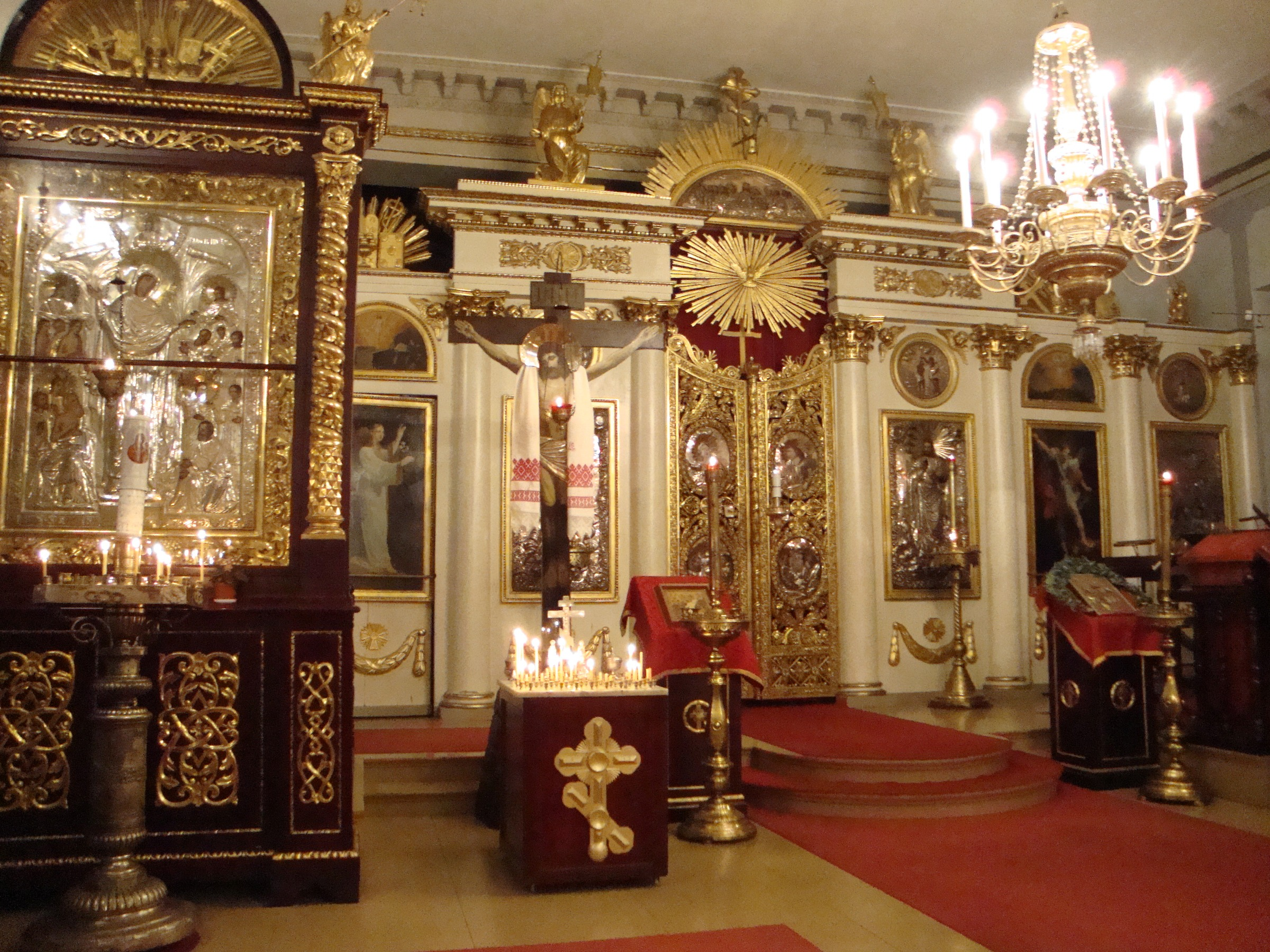
Interieur

De kerk werd door de Duitse architect Carl Ludvig Engel ontworpen. In 1826 werd de bouw van de neoclassicistische kerk voltooid, de inzegening volgde in 1827. 
De kerk behoort tot de Fins-orthodoxe gemeente in Helsinki

## Diensten
Vespers worden er dagelijks in de Finse taal gevierd, In het weekend vinden de wakes en liturgievieringen in het Kerkslavisch plaats.  